# Josefine Lindner
Josefine Lindner (* 1988 in Zschopau) ist eine deutsche Szenenbildnerin.

## Leben
Josefine Lindner studierte Bühnenbild an der Universität der Künste in Berlin (2009 bis 2012) und Szenenbild an der Filmuniversität Konrad Wolf in Babelsberg (2012 bis 2015). 2020 machte sie ihren Masterabschluss im Bereich Production Design in Babelsberg. Im Rahmen der 73. Internationalen Filmfestspiele Berlin nahm Josefine Lindner 2023 am Talentförderprogramm Berlinale Talents teil.

## Werk
Lindner gewann den Bild-Kunst-Preis – Bestes Szenenbild der Internationalen Hofer Filmtage für das Szenenbild von Fünf Dinge, die ich nicht verstehe. Für ihre Arbeit an The Ordinaries wurde sie zusammen mit ihrem Kollegen Max-Josef Schönborn für den Deutschen Filmpreis 2023 in der Kategorie „Bestes Szenenbild“ nominiert.

## Filmografie
- 2014: Bamboule (Kurzfilm) (Regie: Simon Ostermann)
- 2015: Route B 96 (Mittellanger Spielfilm)  (Regie: Simon Ostermann)
- 2016: Fünf Dinge, die ich nicht verstehe (Regie: Henning Beckoff)
- 2018: Kokon (Regie: Leonie Krippendorff)
- 2019: Havarie Petite (Kurzfilm) (Regie: Simon Ostermann)
- 2021: The Ordinaries (Regie: Sophie Linnenbaum)
- 2022: Nackt über Berlin (Fernsehserie; Regie: Axel Ranisch)